# Főtaxi Zrt.
A Főtaxi Zrt. Magyarország egyik legnagyobb taxitársasága. A vállalat közel nyolcszáz taxis alvállalkozó közreműködésével végzi személyszállítási szolgáltatását elsősorban Budapesten és a fővárosi agglomerációban. A Főtaxi Zrt. tevékenysége a taxiszolgáltatás mellett magában foglalja a tehertaxi szolgáltatást, az autókölcsönzést, valamint gépjármű és sofőr biztosítását városnézésre, esküvőkre és egyéb rendezvényekre is.
A társaság 2010 óta a Budapest Liszt Ferenc nemzetközi repülőtér hivatalos szerződött szállító partnere.

## Alapítás
A Főtaxi Zrt. jogelődjét, az Autótaxi Rt-t 1913-ban alapították Magyarország első, Európa hetedik taxitársaságaként. A vállalat létrehozása lehetővé tette, hogy a századelőn Budapest automobil közlekedése fejlődésnek induljon, és a gépjármű mint fő közlekedési eszköz a mindennapi élet részévé váljon. A Főtaxi alapítója és a társaság szakemberei a nemzetközi műszaki trendeket adaptálták és fejlesztették tovább annak érdekében, hogy a főváros taxihálózata megfeleljen a korszak technikai és motorizációs színvonalának. A hatalmas iparvállalat a fuvarozáson kívül a járművek teljes körű karbantartását és javítását is ellátta.

## Alapító
A Főtaxi jogelődjének alapítója, Haltenberger Samu (1875-1956) a hazai autóipar történetének egyik vezéralakja. Úttörő szerepe volt a Posta motorizálásában, majd az aradi MARTA autógyár átalakításában is.
Gépészmérnöki diplomáját Budapesten, a Magyar Királyi József Műegyetemen szerezte. Fiatal mérnökként megszervezte a Posta automobilizálását. A század elején tagja volt a fővárosi tanács közlekedési bizottsága ún. házi bizottságnak, amely a főváros kezelésében levő vállalatokat látta el gépjárművekkel, és gondoskodott az autóközlekedés fejlesztéséről. 1912-től az első magyar autógyár, a Magyar Automobil Rt. Arad (MARTA) vezérigazgatója lett. Közreműködött a budapesti autótaxi-közlekedés megindításában. 1913-tól az Autótaxi vállalat igazgatója, majd vezérigazgatója volt. A Magyar Vasutak Autóközlekedési Rt. (MAVART), a későbbi MÁVAUT, azaz a mai Volánbusz jogelődjének egyik alapítója. Ő tervezte a MAVART Lőportár utcai garázsát.

## A Főtaxi 100 éves történetének mérföldkövei
1913 januárjában Budapest tanácsa megbízást adott a Haltenberger Samu vezetése alatt álló Marta részvénytársaságnak arra, hogy 200 benzines autóval megkezdje fővárosi bérautó szolgáltatást.
1913 első felében kezdték építeni a budapesti VIII. kerületben álló, Kerepesi út 15. szám alatti székházat, amely jelenleg is a Főtaxi Zrt.-nek ad otthont.
1913. június 1-jén megjelentek Budapest utcáin az első taxik: a Főtaxi jogelődje, az Autótaxi Rt. által gyártott Marta típusú autók.
1913 decemberében a Marta Magyar Automobil r.t. és a Benz Magyar Automobil és Motorgyár r.t. fúziójából megalakult a Budapesti Autómobil Közlekedési r. t.
1914. és 1918. között, az első világháború évei alatt a taxi szolgáltatás szinte szünetelt a fővárosban.
1920-as években, a világháború után létrehozták a karbantartó műhelyeket.
1921-ben a vállalat megkezdte a Talált Tárgyak osztályának működtetését: a gépjárművekben megtalált tárgyakat átvették, megőrizték, és amely tárgyakért jogos tulajdonosaik nem jelentkeznek, azokat negyedévenként beszolgáltatják a magyar királyi államrendőrség közigazgatási osztályának. A rendőrség a beszolgáltatott tárgyakat egy évig megőrizte, majd árverés alá bocsátotta. Az elárverezett tárgyakért befolyó összeget toloncházak javára fordították.
1922 novemberében hozott határozatával a fővárosi tanács engedélyt adott a vállalatnak arra, hogy 150 darab gépkocsit, mint kistaxit forgalomba állítson. Az európai városok közül így először Budapesten használtak kétszemélyes kiskocsikat autotaxizásra.
1920-as években az 1915-ben megvett találmány alapján kiépült a Drost-rendszer, ami nevét Drost Tivadar, pontosabban Theodor Drost hamburgi mérnökről kapta. Így Budapest a világon az elsők közé tartozott, ahol a taxiállomásokon taxit lehetett rendelni.
1924-ben – a világon egyedülállóként – megépült a vállalat két mozgatható, futószalag elven működő kocsimosó pályája, amelynek terveit az Egyesült Államokbeli Yellow Cab Comp. a vállalattól elkérte, és azt felhasználva rendezte be saját kocsimosó berendezéseit.
1924-ben a vállalat saját, „Autotaxi” szakirányú iparostanonc, azaz autószerelő iskolát nyitott a magyar királyi vallás- és közoktatásügyi miniszter engedélyével. Az iskolában az előírt közismeretei és szaktárgyakat a vállalat műszaki főosztályának mérnökei oktatták.
1925-től a vállalat a forgalomba helyezett autókat szürkére festette, innen származik a „szürketaxi” elnevezés.
1933-ban megalakult a vállalat túraforgalmi osztálya, amelynek autói jelentős mértékben járultak hozzá az 1930-as évek második felében a magyar idegenforgalom fejlődéséhez.
1941-től a taxi hívószáma: 22 22 22. A Főtaxi jelenlegi hívószáma: 06-1- 222 2 222.
1945-től, azaz a második világháború után az Autótaxi Rt. 122 gépkocsival MOGÜRT Autótaxi Nemzeti Vállalat néven folytatta működését.
1947-ben a vállalat Renault típusú autókkal újította meg gépkocsiparkját, és ezeknél a kocsiknál tűnt fel először a piros/fehér kockasor, mint megkülönböztető jelzés.
1948 márciusában a taxizás állami kézbe került.
1951-ben került a Fővárosi Tanács kezelésébe a cég, és ekkor kapta a Fővárosi Autótaxi Vállalat nevet. A Főtaxi a következő években fűthető Pobedákkal, az NDK-ból érkezett néhány kétütemű Wartburggal, majd Warsavákkal és Moszkvicsokkal bővítette kocsiparkját.
1960-ban 900 fölé emelkedett a gépkocsiállomány, a telefonnal felszerelt taxiállomások száma pedig elérte a 100-at.
1971-től a Zsiguli lett egyeduralkodó a taxizásban. Ez a korszak mintegy 20 évig tartott.
1973-ban a szolgáltatás színvonalának emelése érdekében a taxikat URH készülékekkel szerelték fel.
1982-ben megszűnt a vállalat monopol helyzete és ismét megjelentek a magántaxik az utakon.
A kilencvenes évek elején Fiat gépkocsikkal újult meg a kocsipark: a 400 darab sárga Fiat Tipo és Fiat Tempra évekre meghatározta a Főtaxi arculatát.
1993-ban megalakult a Főtaxi Zrt.
1997-ben a Főtaxi a sárga arculat megőrzésével újította fel kocsiparkját: a 200 darab nagy csomagterű, korszerű, légkondicionált taxikból álló, egységes arculatú gépkocsi flotta nagymértékben hozzájárult a "kockás taxi" töretlen népszerűségéhez.
2010 óta a Főtaxi Zrt. a Budapest Liszt Ferenc nemzetközi repülőtér hivatalos szállítója.